# Şahbuz (Rayon)
Şahbuz ist ein Rayon innerhalb der zu Aserbaidschan gehörenden Autonomen Republik Nachitschewan. Die Hauptstadt des Bezirks ist die Stadt Şahbuz.

## Geografie

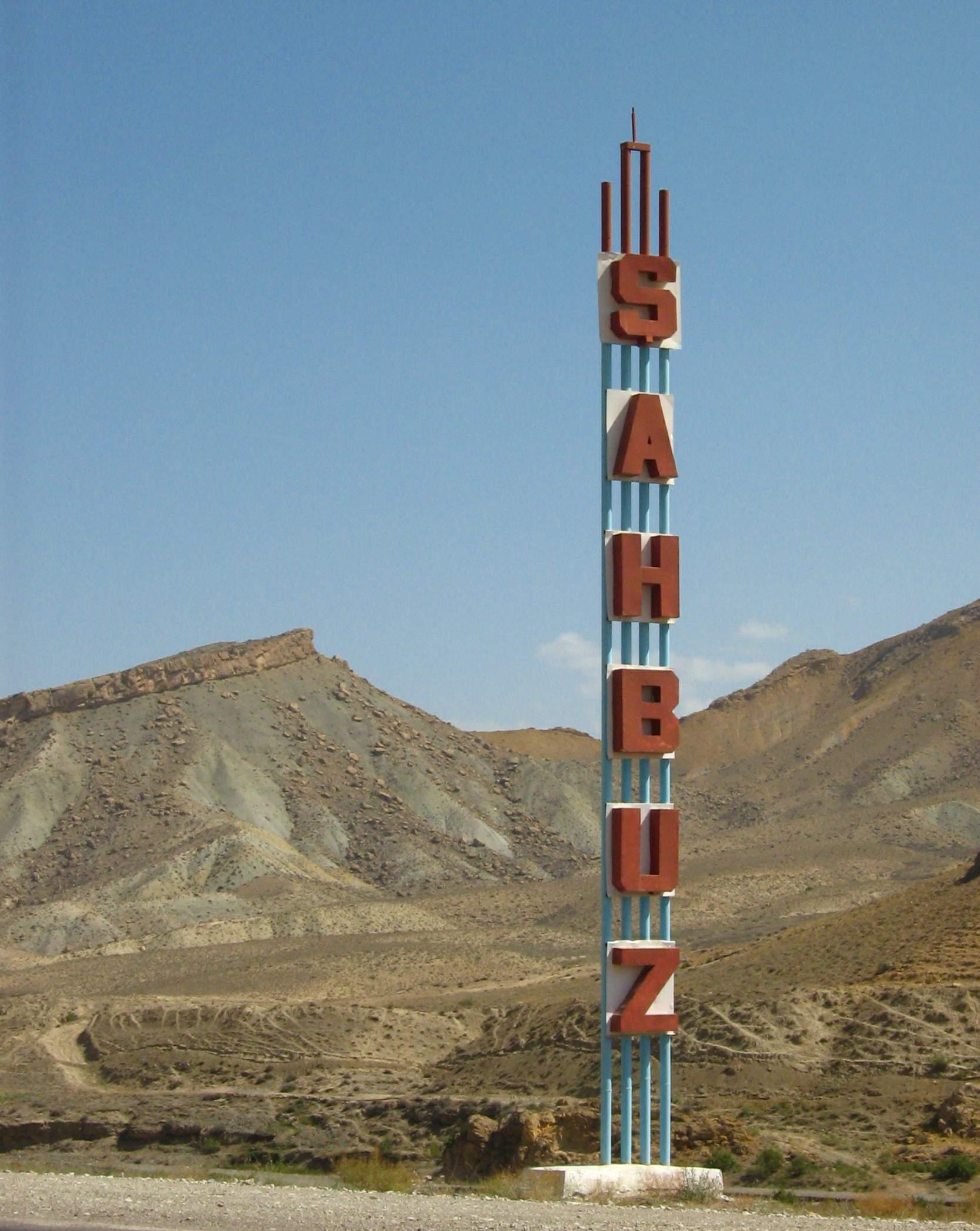
Begrüßungsschild an der Straße nach Şahbuz

Der Bezirk hat eine Fläche von 815 km² und grenzt im Norden und Osten an Armenien. Im Rayon, der am Südhang des Kleinen Kaukasus liegt, befinden sich mehrere Mineralquellen.

## Bevölkerung
Der Rayon hat 25.300 Einwohner (Stand: 2021). 2009 betrug die Einwohnerzahl 22.700, diese verteilen sich auf 23 Dörfer und zwei größere Siedlungen.

## Wirtschaft
Die Region ist agrarisch geprägt, die Viehzucht ist vorherrschend.

## Kultur
Im Bezirk liegen über 30 antike Städte.